# Gustave Paulin
Jean-Charles-Gustave Paulin, né le 4 novembre 1785 à Sorèze est officier du Génie militaire sous le Premier Empire, avant de commander le corps des sapeurs-pompiers de Paris et de devenir maire de Mareil-Marly (Yvelines, France). Il meurt à Paris le 1er mai 1867.

## Biographie

### Jeunesse
Jean-Charles-Gustave Paulin nait le 4 novembre 1785. Son père est Nicolas-Rémi Paulin, professeur de mathématiques et d’architecture à l'école royale militaire de Sorèze.
La fratrie est nombreuse, et compte en particulier les garçons Jules-Antoine Paulin, Charles-Antoine Gustave et Ultime Paulin, et huit sœurs.
Gustave Paulin étudie à l'école royale militaire de Sorèze, puis intègre l'école polytechnique en 1803, comme ses frères Jules-Antoine et Charles Antoine.
Nommé lieutenant le 18 décembre 1807, il est envoyé à Alexandria, ville du Piémont annexée par la France en 1796 et chef-lieu du département de Marengo jusqu’en 1814.

### Carrière militaire[2]
Nommé capitaine le 1er juillet 1809, il est envoyé au 2e bataillon de sapeurs puis en 1810 au 3e bataillon, enfin à l’état-major du Génie la même année.
En 1812, il commande le détachement du Génie de la 3e division du 2e corps avec lequel il fait la campagne de Russie : Drissa, Biéloé, Polotsk, la Svolna et la Bérézina où, dans la nuit du 24 au 25 novembre, il travaille à la construction de l’un des deux ponts.
Gustave Paulin est nommé chevalier de la Légion d’honneur et chevalier de l’Empire le 19 novembre 1812.
En 1813, enfermé dans Dantzig avec les troupes commandées par le général Rapp, il prend une part active à la défense. Il en sort porteur de dépêches qu’il réussit à porter à Posen.
Envoyé à Port-Cros (îles d’Hyères) en qualité de chef de service, il réussit, en l’absence du commandant de la place, à mater une sédition des prisonniers évitant ainsi le sac de l’île de Port-Cros.
Le 11 janvier 1814, il est nommé capitaine de 1re classe d’état-major. Le 3 novembre, Paulin est envoyé à Brest où il restera jusqu’en 1820 comme rapporteur au Conseil de Guerre. Le 20 février 1815, le roi Louis XVIII confirme son brevet de capitaine.
Le 17 décembre 1818, par lettre patente du roi, Gustave est fait chevalier.
Attaché au Dépôt des Fortifications le 28 septembre 1820, il est chargé de la direction des travaux du port de Morlaix.
Le 20 août 1823, Paulin est fait chevalier de l’Ordre de Saint-Louis.
Le 23 décembre 1830, le duc de Reggio, le valeureux Maréchal Oudinot, l’homme aux 32 blessures, établit un certificat : "Je certifie que Mr le Capitaine du Génie Paulin Gustave servant sous mes ordres pendant la campagne de Russie, a donné dans cette guerre périlleuse des preuves souvent renouvelées de courage et de force de caractère. Son attitude toujours ferme devant les troupes, son exactitude dans son service, sont la preuve qu’il possède les qualités militaires indispensables pour prendre le commandement d’un corps, bien le diriger et y faire respecter en tous temps une sévère discipline."

### Famille[2]
Il épouse le 4 janvier à Brest Reine Marguerite Jacquette Redon de Puyjourdain, fille d’un armateur, née le 26 janvier 1798, de 13 ans sa cadette.
Le 29 octobre de la même année naît Nicole Henriette Cécile et le 20 mars 1818, Jules Gustave Charles voit le jour. Le petit garçon décède à 5 ans le 27 mars 1823, victime du croup.

### Pompiers de Paris[2]

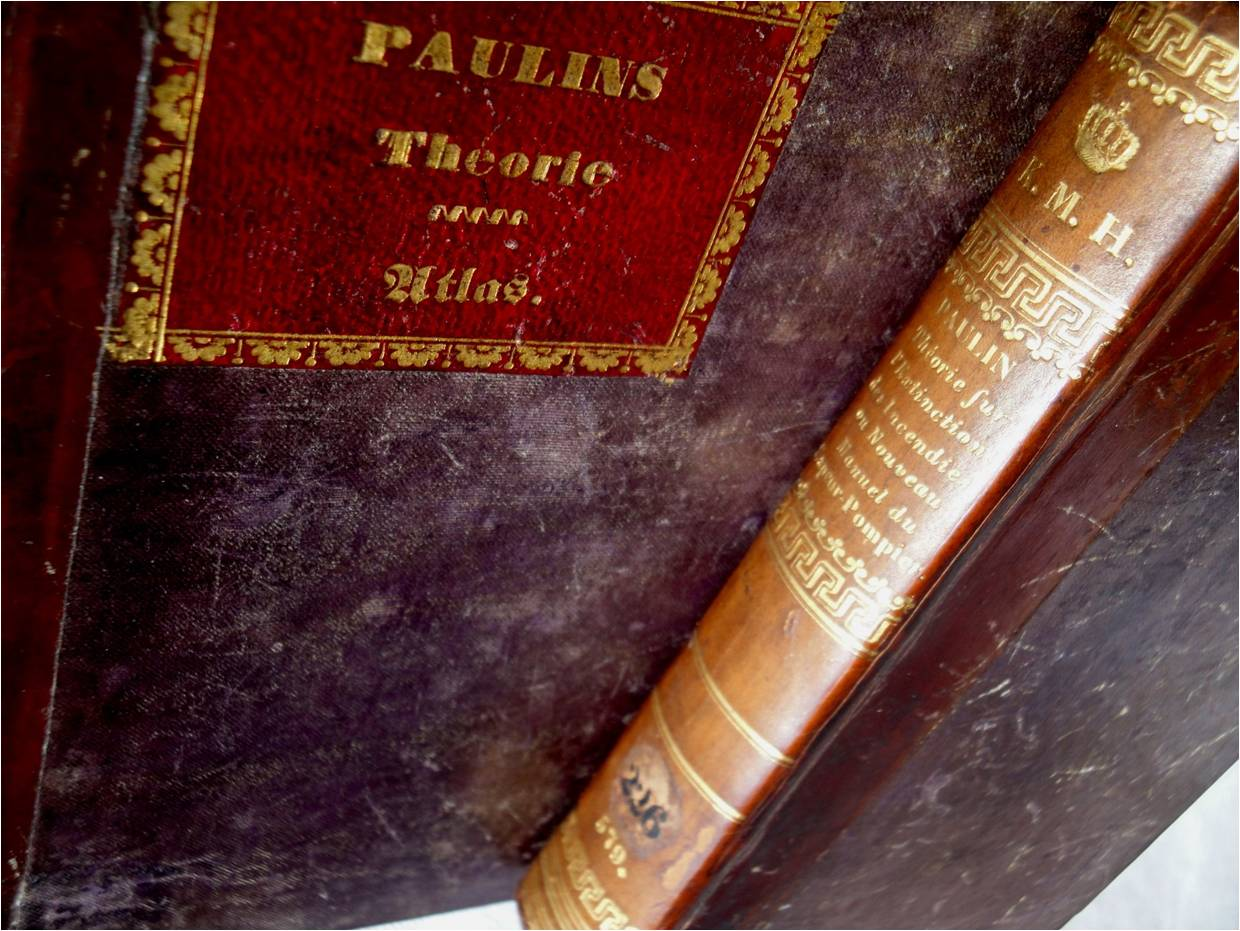
Ouvrages de G. Paulin, relatifs aux incendies

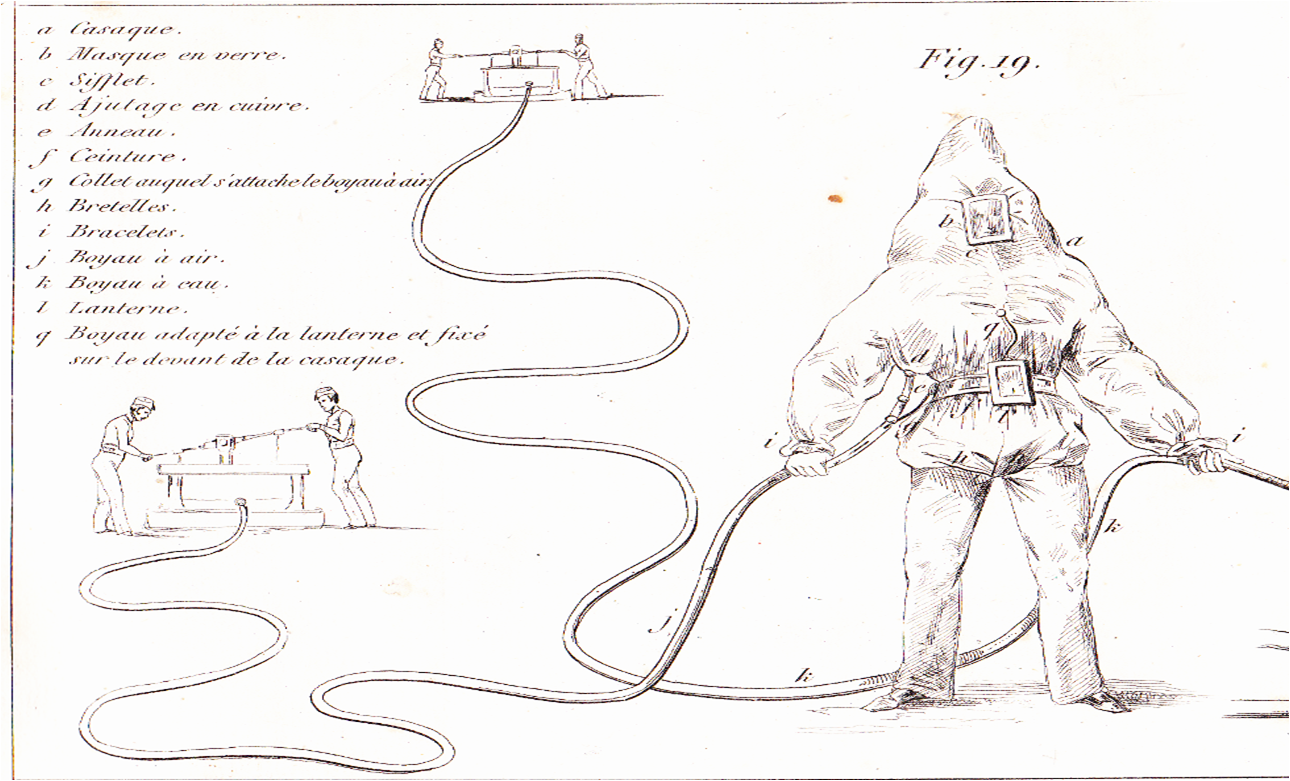
blouse Paulin

Le 26 décembre 1830, Gustave Paulin est nommé chef de bataillon en même temps qu’il est affecté au Commandement du Corps des sapeurs-pompiers de Paris. Il en prend la direction effective le 11 mars 1831 avec pour mission de poursuivre l’œuvre entreprise.
Paulin réorganise la lutte contre le feu dans la capitale, et crée de nouveaux équipements. En 1832, il conseille au gouvernement, la création d'un corps national des sapeurs-pompiers dans les grandes villes de France.
En 1833, il exige que les hommes sachent lire et écrire et organise des classes à cet effet.
En 1840, il envoie un long rapport au préfet au sujet du travail à l’extérieur des caporaux, sous-officiers et officiers, et même de l’ingénieur, au détriment du service. Il réussit à interdire le travail sur place, qui transformait les casernes en ateliers…
Il est nommé colonel le 26 octobre 1845 et mis à la retraite le 9 novembre de la même année.
Le 8 avril 1846, il est nommé colonel d’état-major des Gardes Nationales de la Seine chargé de l’inspection des sapeurs-pompiers de la banlieue.

### Maire de Mareil-Marly
En 1832, Gustave Paulin acquiert une maison de campagne à Mareil-Marly. Il entre au conseil municipal le 16 août 1849. À la suite de la loi du 7 juillet 1852 et du décret du Prince-Président du même jour, le préfet de Seine-et-Oise nomme Paulin maire de Mareil-Marly. Le 27 août 1852 et Paulin jure obéissance à la Constitution et au Président.
Il fait acheter par la commune une pompe à incendie et crée un corps de sapeurs-pompiers en 1853/54. Ce corps restera en activité jusqu’en 1955. Il fait construire mairie-école, qui sera définitivement réceptionnée le 21 septembre 1857. 
Le 4 septembre 1859, Paulin préside sa dernière réunion du Conseil municipal, constate qu’une fois de plus « l’endettement surchargé » (dixit le registre des délibérations…) et donne lecture de la lettre du Préfet acceptant sa démission de maire de la commune de Mareil-Marly.
En 1864, il est enfin élevé à la dignité de commandeur de la Légion d’honneur. Précédemment, l’Empereur Napoléon III lui avait décerné la médaille de Sainte-Hélène pour récompenser ses services dans la Grande Armée.
Gustave Paulin s’éteint à Paris le 1er mai 1867.

## Réalisations pour la protection contre les incendies

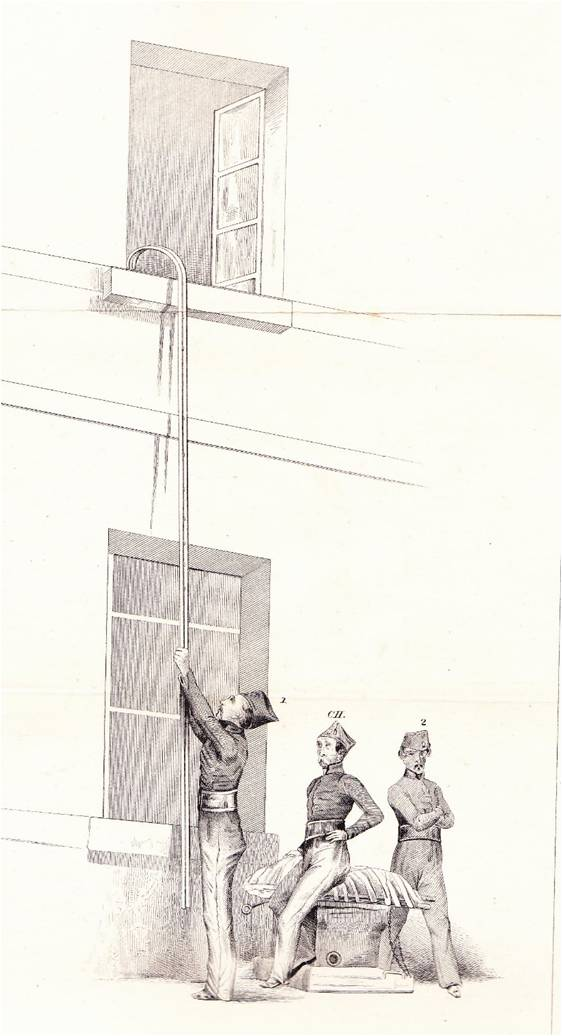
Échelle à crochet.

Dans le cadre de la réorganisation de la lutte contre les incendies à Paris, il édite un nouveau manuel complet du Sapeur-Pompier, plusieurs fois réédité et couronné par l’Académie française.
Il invente ou perfectionne de nombreux équipements :
- un appareil respiratoire isolant (appelée Blouse Paulin[10]), pour pénétrer dans les locaux enfumés[11]. Cet appareil était composé d'une cagoule en cuir couvrant la tête et le torse, d'un soufflet et de tuyaux. Un homme à l'extérieur était chargé d'alimenter son collègue en air frais à l'aide du soufflet ;
- une échelle à crochets.

Perfectionnées, ces inventions sont toujours utilisées par les pompiers à l'heure actuelle[réf. souhaitée].

## Distinctions
- Commandeur de la Légion d'honneur (1864)
- Médaille de Sainte-Hélène
- Chevalier de l'ordre royal et militaire de Saint-Louis